# Мэгуро
Мэгуро (яп. 目黒区 Мэгуро-ку) — один из 23 специальных районов Токио. 
В Мэгуро расположено пятнадцать иностранных посольств и консульств. Здесь находится один из самых эксклюзивных жилых районов Токио (Какинокизака).
По состоянию на 1 мая 2020 года численность населения составляла 289 471 человек, плотность - 19,732 чел./км². Общая площадь района составляет 14,67 км².

## География
Мэгуро окружают четыре других специальных района Токио: Сибуя (на северо-востоке), Сэтагая (на западе), Ота (на юге) и Синагава (на юго-востоке).

### Основные кварталы
- Аобадай
- Дзиюгаока
- Комаба
- Мита
- Мэгуро
- Накамэгуро
- Накато
- Охаси
- Симомэгуро
- Ютендзи

## Политика и правительство
Нынешний мэр Аоки Эйдзи, беспартийный. Местный городской совет состоит из 36 избранных членов.

## Экономика
В Мэгуро базируются корпорации "Дон Кихот" (торговая сеть), "Топ Тур" (туризм), "Неко" (издательское дело). В районе расположены торговые центры и универмаги "Токю Плаза", "Атре".

## Культура и образование
- Художественный музей Мэгуро

### Международные частные школы
- Международная школа KAIS
- Международная школа Святой Марии

## Галерея
- Мэгуро
- Олимпийский парк Комадзава
- Цветущая сакура вдоль реки Мэгуро
- Цветущая сакура вдоль реки Мэгуро